# ポール・ディアノ
ポール・ディアノ（Paul Di'Anno、1958年5月17日 - 2024年10月21日）はイングランド出身のロック・シンガー。本名:ポール・アンドリューズ（Paul Andrews）。ヘヴィメタル・バンド『アイアン・メイデン』に1978年から1981年9月まで在籍していたヴォーカリスト。
同バンドでは、『鋼鉄の処女』と『キラーズ』の2枚のアルバムに参加。パンクに影響された吐き捨てるような歌唱法で、フロントマンとして初期のバンドの個性を引き立てたものの、諸般の事情から『キラーズ』のアルバム・ツアーを最後にバンドを解雇された。
脱退後もディアノ、バトルゾーン、キラーズといったバンドで活躍。しかし、アイアン・メイデンに在籍していた頃のような知名度を得ることが出来ず、また、ライブでは自身のバンドでの新曲よりも、アイアン・メイデン在籍時の楽曲を中心に披露している。

## 経歴
1958年5月17日、ブラジル人の父とイギリス人の母の間にチンフォードで生まれ、同地で幼少期を過ごす。10代の頃からホテルやレストランでの料理人や肉屋のアルバイトをする傍ら、様々なバンドでボーカルを務める。ディープ・パープルの歴代ヴォーカルに影響を受けたとされる。
1978年、ポールのストロングでパワフルな歌唱に感銘を受けたスティーヴ・ハリスから加入を要請され、それに応える形でアイアン・メイデンに加入。この加入の背景には同バンドのドラマーでポールの友人であるダグ・サンプソンの存在も大きかった。この頃のバンドはメンバーが頻繁に交代していたため活動が停滞していたが、ポールの加入で次第に方向性が定まり活動が次第に安定化するようになる。なお、アイアン・メイデン加入と同時にポール・ディアノ（Paul Di'Anno）と名乗り始めるが、これは自身のルーツがイタリアにあることに由来する(実際にポールのルーツがイタリアかどうかは不明)。
この頃、パンク・ロックが衰退に向かいNWOBHMが勃興しつつあったが、アイアン・メイデンはNWOBHMの勃興のタイミングと同時に登場し、同ジャンルの代表的存在となる。1979年12月にメジャーレーベルEMIと契約したバンドは1980年にウィル・マローン(ブラック・サバス等の作品にもかかわっていることで知られている)をプロデューサーに迎えてファースト・アルバム『鋼鉄の処女』をリリース。パンクの攻撃性、プログレッシブ・ロックの芸術性、そして新時代のヘヴィメタルの重厚感を併せ持った音楽性で若者を中心に注目を集めた。翌年新たにマーティン・バーチをプロデューサーに迎えてセカンド・アルバム『キラーズ』をリリース。前作よりも攻撃性や尖鋭性が研ぎ澄まされており、後のスラッシュメタルにも影響を与えたとされる。バンドをロンドンのローカル・バンドからワールドワイドに活躍する大物へと成長するのにポールが大きな貢献を果たした。
しかし、この頃のポールは酒や麻薬の問題を抱えており、バンドは彼の体調不良を理由にライブ公演をキャンセルすることが何度かあった。ハリスとマネージャーのロッド・スモールウッドは「このままではバンドの未来は明るくない」と8月下旬にポールの解雇を決断、それに先立って新ヴォーカルのオーディションを開催。オーディションの結果、元サムソンのブルース・ディッキンソンの加入が決定する。ポールは1981年9月から10月にかけてのデンマーク・コペンハーゲン公演を最後にバンドから解雇される。
アイアン・メイデン脱退後は1983年にシャンハイ・タイガー（Shanghai Tyger）に加入するもすぐに脱退し、ローン・ウルフ（LONE WOLF）を結成(しかし、ポールの知名度を活かした方がいいとの進言を受けてすぐにディアノ（Di'Anno）に改名)。1984年、1stアルバム『ディアノ』をリリース。アイアン・メイデン時代とは真逆のきらびやかなキーボード・アレンジや爽快なヴォーカル・ハーモニーを前面に打ち出したポップでライトなプログレッシブ・ロック色の強い作品となった。しかし、売り上げは芳しくなく、1985年のツアー後にバンドは解散。
解散後、ピート・ウィリス(G、元デフ・レパード)、ヤニック・ガーズ(G、元ホワイト・スピリット、後にアイアン・メイデンに加入)、ニール・マーレイ(B、元ホワイトスネイク)、クライヴ・バー(Ds、元アイアン・メイデン)らとゴグマゴグ(Gogmagog)を結成。12インチLP『I WILL BE THERE』を発表するも、商業的成功を収めることはなくアルバム制作に至らずバンドは自然消滅した。
翌年1986年、ジョン・ハーレイ(G、ポールとはシャンハイ・タイガー時代の同僚)らとバトルゾーン（Battlezone）を結成。2枚のアルバムをリリースするがこちらも売り上げを伸ばせず1987年にバンドは解散。ポールも暫く音楽活動から離れることになる。
1990年、NWOBHM10周年記念の日本公演にプレイング・マンティス、アイアン・メイデン時代の同僚のデニス・ストラットンと共に来日し3年ぶりに音楽活動を再開。公演後にクリフ・エヴァンズ（G、元タンク）、ニック・バー(G、後にライオンハートに加入)、ギャヴィン・クーパー(B)、スティーヴ・ホップグッド(Ds、元バトルゾーン)らとキラーズ（Killers）を結成し、1stアルバム『マーダー・ワン』をリリース。楽曲にはやはりアイアン・メイデン色はなく、1994年リリースの2ndアルバム『メナス・トゥ・ソサイエティ』ではアメリカのスラッシュメタルバンドのパンテラの影響を強く受けている。なお、1992年11月にはCLUB CITTA'で来日公演を開催したが、観客は数十人と閑散としていた。ちょうど同時期にアイアン・メイデンも9thアルバム『フィア・オブ・ザ・ダーク』の世界巡業の一環として来日公演を実施したが、こちらは連日満員御礼だった。
1997年のキラーズ解散後はソロ名義で活動を始め、同年にアルバム『ワールズ・ファースト・アイアン・マン』をリリース。翌年にはパウロ・トゥリン(G)、ジョン・ウィギンズ(G)、コリン・リッグス(B)、マーク・エンジェル(Ds)らとバトルゾーンを再結成し『フィール・マイ・ペイン』をリリース。このアルバムのリリース直後にブラジルに移住し、以後しばらくは同地で音楽活動を続けることになる。
移住後、トゥリン(G)、チコ・デビラ(G)、フェリペ・アンドレオーリ(B、後にアングラに加入)、アキレス・プリースター(Ds)らとディアノを再結成し2000年にアルバム『ノーマッド』をリリース。1stアルバムとは真逆のヘヴィメタルであり、アイアン・メイデン、ジューダス・プリースト、ハロウィンなどに強く影響を受けた作品となった。
2006年、ソロ名義で4thアルバム『リヴィング・デッド』をリリース。『ノーマッド』レコーディング時のラインナップで行われた。
2011年2月、背中の神経損傷により働けなくなったと虚偽の申告をし、失業保険、住宅手当、地方税補助、所得補助金などを不正に受給していた容疑で逮捕され、9ヶ月の懲役を受けた。
この頃から膝の病気を患い、車椅子に乗って音楽活動を行うようになる。2013年のツアーを以って、膝の故障を理由に音楽界から引退することを表明したが、翌年の8月に引退宣言を撤回し、音楽活動を続けることを明言した。
2014年発表のジェイク・E・リーの新しいバンドであるレッド・ドラゴン・カーテルの1stアルバムにて、ゲストボーカルとして1曲参加している。
2015年、アーカテクツ・オブ・カオスの1stアルバム『リーグ・オブ・シャドウズ』のレコーディングに参加。このバンドは2010年代にポールのドイツ巡業時にバックバンドとして起用されたバンドである。本作発表後に脱退。
2021年、アイアン・メイデンが初期にギグを定期的に開いていたパブ「Cart & Horses」のオーナーがポールの膝の手術のためにクラウドファンディングを開始。ファンから多くの支援を集めたもののそれでも足りず、残りの費用をアイアン・メイデンが負担することになった。11月に手術のためにクロアチアに移る。
2022年9月12日、クロアチアのライターStjepan Jurasのフェイスブックでポールの膝の手術が無事終了したことを発表。2023年に南米ツアーを開催することも同時に発表された。
2024年7月、ポール・ディアノズ・ウォーホース名義で『ポール・ディアノズ・ウォーホース』をリリース。ポールは手術の際にクロアチアに滞在したこともあり、このアルバムにもクロアチアのバンド、ラピード・ストライクのアンテ・プパチッチ(G、B)、フルヴォイェ・マディラチャ(G)が製作に関わっている。
2024年10月21日、ソールズベリーの自宅にて死去したことが判明。66歳没。死因は公表されていない。前述の『ポール・ディアノズ・ウォーホース』が生前最後の作品となった。

## 参照
1. 1 2  『BURRN! 2025年1月号』シンコーミュージック・エンタテインメント、2024年12月5日、39頁。
2. 1 2 3 4 5 6  『BURRN! 2025年1月号』シンコーミュージック・エンタテインメント、2024年12月5日、44頁。
3. 1 2 3  『BURRN! 2025年1月号』シンコーミュージック・エンタテインメント、2024年12月5日、41頁。
4. 1 2  『BURRN! 2025年1月号』シンコーミュージック・エンタテインメント、2024年12月5日、43頁。
5. 1 2 3 4 5 6  『BURRN! 2025年1月号』シンコーミュージック・エンタテインメント、2024年12月5日、45頁。
6. ↑  Iron Maiden  元アイアン・メイデンのシンガー、福祉手当詐欺で告訴 - BARKSニュース
7. ↑  “元アイアン・メイデンのポール・ディアノ、2013年にフェアウェル・ツアーを開催”. amass. 2024年12月22日閲覧。
8. ↑  “アイアン・メイデン、元バンド・メイト、ポール・ディアノの医療費を支援”. BARKS (2022年6月21日). 2024年12月22日閲覧。
9. ↑  “ポール・ディアノ、治療費を支援してくれたアイアン・メイデンに「永遠に感謝する」”. BARKS (2023年3月29日). 2024年12月22日閲覧。
10. ↑  “ポール・ディアノ、3時間に及んだ膝の複雑な手術が終了”. BARKS (2022年9月15日). 2024年12月22日閲覧。
11. ↑  “(12) Stjepan Juras - Today, Paul Di'Anno underwent difficult and very... | Facebook”. 2024年12月22日閲覧。
12. ↑  Alderslade, Merlin (2024年10月21日). “Former Iron Maiden singer Paul Di'Anno dead at 66” (英語). louder. 2024年10月21日閲覧。